# Мерабишвили, Инесса Виссарионовна
Инесса Виссарионовна Мерабишвили (груз. ინესა ვისარიონოვნა მერაბიშვილი; род. 5 марта 1950) — советский и грузинский филолог и лингвист, доктор филологических наук, профессор, академик Академии наук Грузии (2018; член-корреспондент с 2010). Почётный гражданин Гори (2016).

## Биография
Родилась 5 марта 1950 года в Тбилиси, Грузинской ССР.
С 1967 по 1972 год обучалась на филологическом факультете Тбилисского государственного университета на кафедре западных языков и литературы. С 1981 по 1984 год обучалась в аспирантуре Московского государственного педагогического института иностранных языков имени Мори́са Торе́за.
С 1972 года на педагогической работе в Горийском государственном педагогическом институте
в качестве преподавателя кафедры английского языка. С 1973 по 2005 год на педагогической работе на филологическом факультете Тбилисского государственного университета в качестве преподавателя кафедры английского языка и методиста идейно-воспитательного отдела, с 1989 по 1992 — старший научный сотрудник, с 1992 по 2005 год — заведующий языками и переводом и профессор факультета гуманитарных наук. 
С 1988 года — организатор и президент Грузинского общества Байрона и одновременно с 1995 года — директор Тбилисской школы Байрона. С 2011 по 2012 год — директор Института перевода и литературных связей при Тбилисском государственном университете.
С 2018 года — руководитель отдела языка и литературы Национальной академии наук Грузии.

### Научно-педагогическая деятельность и вклад в науку
Основная научно-педагогическая деятельность И. В. Мерабишвили была связана с вопросами в области филологии, лингвистики и работы с литературой по теории перевода. Занималась переводами Г. Табидзе на английский и Лорда Байрона на грузинский, эта переодика дважды публиковалась в Англии. 
В 1978 году защитил кандидатскую диссертацию по теме: «Сементические параметры окказиональных словосочетаний : на материале современного английского языка», в 1998 году защитил докторскую диссертацию на соискание учёной степени доктор филологических наук. В 2000 году ему присвоено учёное звание профессор. В 2010 году был избран член-корреспондентом, в 2018 году — действительным членом НАН Грузии. И. В. Мерабишвили было написано более ста научных работ, в том числе монографий и учебников для высших учебных заведений.

## Основные труды
- Сементические параметры окказиональных словосочетаний: на материале современного английского языка. - Тбилиси, 1978. - 177 с[3]

## Звания
- Почётный гражданин Гори (2016)